# Ґеринович Олександр Олександрович
Олександр Олександрович Ґеринович (або Геринович; нар. 9 березня 1936, Новосибірськ, РФ) — український диригент, педагог. Онук Володимира Ґериновича, референта Євгена Петрушевича. Син режисера Олександра Ґериновича. Брат акторки Христини Геринович-Ланської.

## Життєпис
Закінчив Львівська середню спеціалізовану музичну школа-інтернат імені Соломії Крушельницької (педагоги Орест Березовський, О. Тищенко, Є. Шпіцер, 1955), Львівську консерваторію (1960, клас віолончелі Петра Пшенички; 1962, клас оперно-симфонічного диригування Адама Солтиса, Ісаака Паїна).
- 1970–1980-ті роки — керівник оркестру народних інструментів;
- 1979 — доцент Львівської консерваторії;
- 1980–1986 — завідувач кафедри оркестрового диригування, 1987 — професор Рівненського інституту культури;
- 1982–1984 — керівник камерного оркестру Рівненської філармонії;
- 1993–1997 — керівник симфонічного оркестру Львівської консерваторії;
- від 1998 — завідувач кафедри оркестрового диригування.